# Euripus halitherses
Euripus halitherses är en fjärilsart som beskrevs av Doubleday 1848. Euripus halitherses ingår i släktet Euripus och familjen praktfjärilar. Inga underarter finns listade i Catalogue of Life.